# 기사계첩

국보 제325호 기사계첩의 일부

기사계첩(耆社契帖)은 조선 숙종 45년에 기로소에서 열렸던 기로회의 행사장면과 임방의 서문, 왕의 시문,  전체 내용을 요약한 김유의 발문과 참석명단과 참석한 노신들의 초상 등으로 꾸민 화첩이다. 가로 76cm, 세로 59.5cm의 크기로 비단 바탕에 채색한 기록화이다. 숙종 45년(1719) 음력 4월 17일과 18일 양일에 회갑을 맞은 왕과 기로소 노대신들이 가졌던 계회를 기념하기 위해 제작되었는데, 기신 개개인의 초상화 제작이 오래 걸려 다음해인 1720년 12월 상순에야 비로소 완성되었다.

## 개요
이 계첩은 원래 12부가 제작되어 한 부는 기로소에 보관하고 나머지는 참석한 11인의 기신들이 각각 나누어 가졌던 것으로, 현재 전해지는 것은 3부이다. 국보 제325호로 지정된 국립중앙박물관 소장본, 국보 제334호로 지정된 홍완구 소장본과 보물 제638호로 지정된 이화여자대학교 박물관 소장본이 있다.
이 작업에 동원된 화원들은 김진여·장태흥·박동보·장득만·허숙 등으로 이들은 이미 어진제작에도 참여했던 어용화사들 이었다. 이를 통해 당시 화상의 명수들이 기로도상 작업에 참여했음을 알 수 있다. 화첩은 좌참찬 임방의 서문으로부터 시작하여 숙종의 어제, 대제학 김유의 발문, 어첩봉안에 참여한 관원들의 명단 그리고 다섯 개의 연회장면인 어첩봉안도(御帖奉安圖), 숭정전진하전도(崇政殿進賀䇳圖), 경현당석연도(景賢堂錫宴圖), 봉배귀사도(奉盃歸社圖), 기사사연도(耆社私宴圖), 그 다음으로는 행사에 참여한 기신 11인의 좌목과 반신상 초상, 자필의 축시, 계첩 제작에 참여한 감조관, 서사관, 화원의 명단 순서로 꾸며져 있다. 연회장면을 자세히 살펴보면 어첩봉안도는 기로소에 보관하던 왕의 입사첩인 어첩을 봉안하는 장면, 승정전진하전도는 경희궁의 정전인 숭정전에서 축하하는 글을 올리는 장면, 경현당석연도는 숙종이 경현당에서 베푼 잔치 장면, 봉배귀사도는 임금이 내린 은잔을 받들고 기로당상들이 기로소로 가는 장면, 기사사연도는 기로소에 돌아온 기로당상들의 연회 장면이다.
계첩에 실려있는 행사도들은 짙은 채색과 세필로 행사장면과 참여한 인물들을 묘사하여 당시 궁중의궤도의 특징을 잘 보여준다. 화첩의 초상은 반신상으로 18세기 초엽 초상화의 양식과 수법이 잘 드러난다. 당시 기로소에 소속된 당상은 영의정 김창집(金昌集, 1648-1722, 72세), 영중추부사 이유(李濡, 1645-1721, 75세), 판중추부사 김우항(金宇杭. 1649-1723, 71세), 행판돈녕부사 최규서(崔圭瑞, 1650-1735, 70세), 행사직 이선부(李善溥, 1646-?, 74세), 홍만조(洪萬朝, 1645-1725, 75세), 지중추부사 황흠(黃欽, 1639-1730, 81세), 한성부판윤 정호(鄭澔, 1648-1736, 72세), 우참판 신임(申銋, 1639-1725, 81세), 지중추부사 강현(姜鋧, 1650-1733, 70세), 임방(任埅, 1640-1724, 80세) 등 열한 명이었지만, 최규서는 서울에 없었기 때문에 모든 행사에 참석하지 못했다. 따라서 화첩에는 당시 행사에 참석했던 이유·김창집·김우항·임방·황흠·강현·홍만조·이선부·정호·신임 등 10인의 초상화가 함께 실려있다. 좌목에는 최규서의 이름도 들어 있으나 초상화는 그려지지 않았다.

## 문화재 지정

### 국보
- 기사계첩 (국보 제325호) - 국립중앙박물관 소장본
- 기사계첩 (국보 제334호) - 서울 송파구, 홍완구 소장

### 보물
- 기사계첩 (보물 제638호) - 이화여자대학교 박물관 소장본

## 참고 자료
- 기사계첩 - 국가유산청 국가유산포털
- 위키미디어 공용에 기사계첩 관련 미디어 분류가 있습니다.

 본 문서에는 서울특별시에서 지식공유 프로젝트를 통해 퍼블릭 도메인으로 공개한 저작물을 기초로 작성된 내용이 포함되어 있습니다.